# Плопень (Думбревешть, Прахова)
Плопень, Плопені (рум. Plopeni) — село у повіті Прахова в Румунії. Входить до складу комуни Думбревешть.
Село розташоване на відстані 70 км на північ від Бухареста, 14 км на північ від Плоєшті, 71 км на південний схід від Брашова.

## Населення
За даними перепису населення 2002 року у селі проживали 1640 осіб. Усі жителі села рідною мовою назвали румунську.
Національний склад населення села:
| Національність | Кількість осіб | Відсоток |
| -------------- | -------------- | -------- |
| румуни         | 1395           | 85,1%    |
| цигани         | 245            | 14,9%    |